# Роденбах (Рейнланд-Пфальц)
Роденбах (нім. Rodenbach) — громада в Німеччині, розташована в землі Рейнланд-Пфальц. Входить до складу району Кайзерслаутерн. Складова частина об'єднання громад Вайлербах.
Площа — 13,74 км2. Населення становить 3216 ос. (станом на 31 грудня 2020).

## Галерея

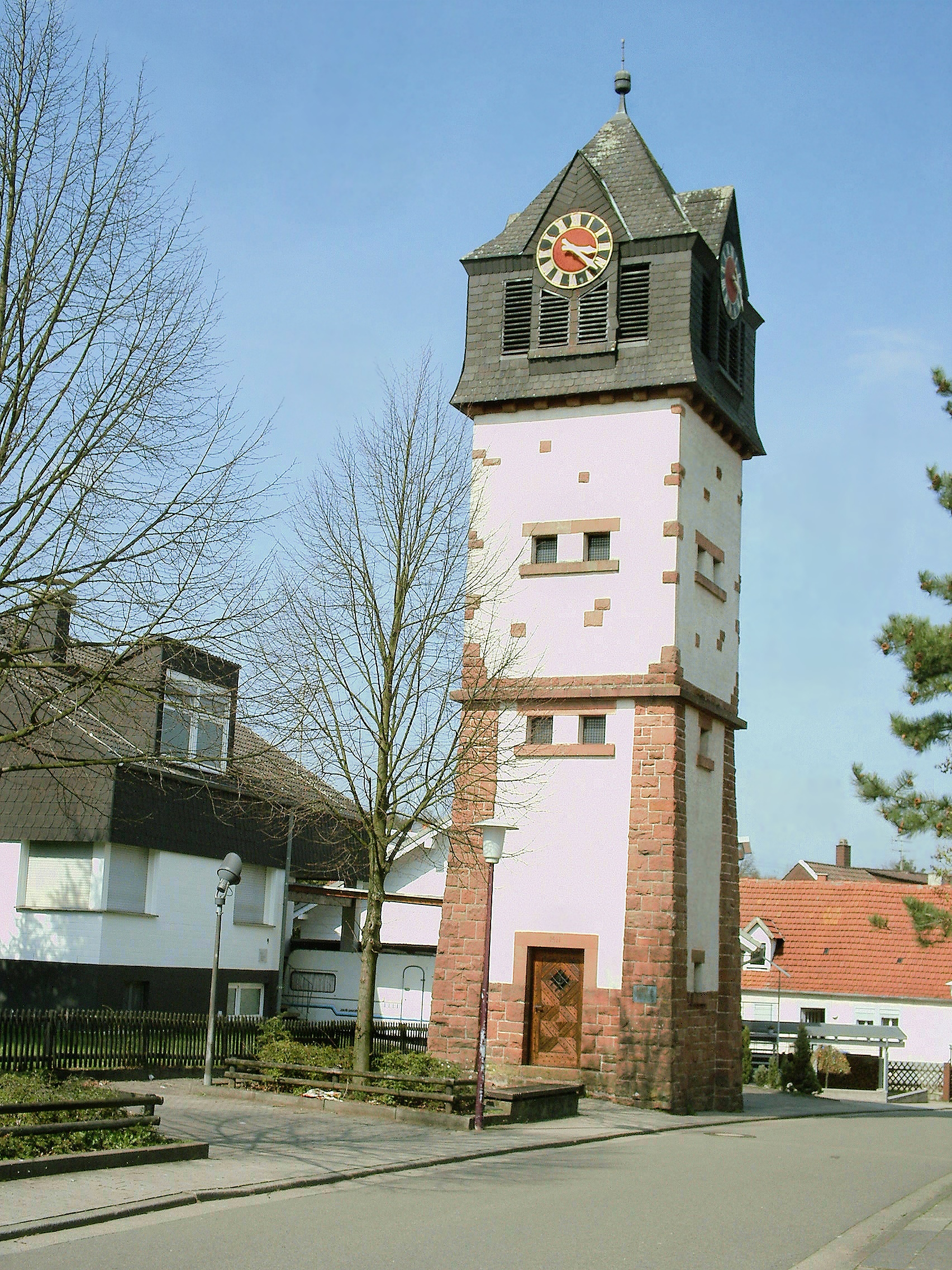